# ロバーツ・ブロッサム
ロバーツ・ブロッサム（Roberts Blossom、1924年3月25日 - 2011年7月8日）は、アメリカ合衆国の俳優、詩人である。

## 来歴
1924年、コネチカット州ニューヘイブンに生まれる。父親はイェール大学で体育監督を務めていた。その後、一家でオハイオ州へ移り、地元の高校を卒業した後、1941年にハーバード大学へ進学するが、間もなく始まった第二次世界大戦の為にヨーロッパへ出兵している。もともとはセラピスト志望でいたが、役者になる選択を決意し、クリーブランドの劇場で修業を積み、ニューヨークへ渡っている。1950年代には舞台での活動を本格化させ、オフ・ブロードウェイデビューも飾り、着実にキャリアを構築。後にブロードウェイデビューも果たしており、1955年のオフ・ブロードウェイデビュー作『Village Wooing』と、1965年に出演した『Do Not Pass Go』、1976年の『The Ice Age』で三度のオビー賞にも輝いた。
1958年にドラマシリーズ『裸の町』でテレビデビューを果たして以来、1960年代には映画界へも進出し、数々の作品へ出演。70年代には若き日のスティーヴン・スピルバーグが監督した『未知との遭遇』をはじめ、クリント・イーストウッド、ロバート・レッドフォードなど名だたる俳優や監督らと共に仕事を重ね、着実に役者としての地位を築き上げた。80年代から90年代にかけても精力的に活動を続け、特に1990年に公開され日本でもヒットを記録したマコーレー・カルキン主演のコメディ『ホーム・アローン』で重要な役どころを演じて印象を残している。

### 私生活
1966年にダンサーだったBeverly Schmidt Blossomと結婚し、一児をもうけるが1970年に離婚。その後、Marilyn Orshanという女性と再婚したが、彼女の死によりその後再婚することはなかった。

### 死去
2011年にカリフォルニア州、サンタモニカの自宅で死去。87歳だった。

## 出演作品

### 映画
- The Robert Herridge Theater (1960) ※テレビ映画
- John Brown's Raid (1960)
- ホスピタル The Hospital (1971)
- スローターハウス5 Slaughterhouse-Five (1972)
- Please Stand By (1972)
- Artists and Models Ball (1973)
- ディレンジド Deranged (1974)
- 華麗なるギャツビー The Great Gatsby (1974)
- Handle with Care (1974)
- 未知との遭遇 Close Encounters of the Third Kind (1977)
- アルカトラズからの脱出 Escape from Alcatraz (1979)
- レザレクション/ 復活 Resurrection (1980)
- Family Reunion (1981) ※テレビ映画
- ザ・ウォール The Wall (1982)
- Johnny Belinda (1982)
- クリスティーン Christine (1983)
- ルーベン、ルーベン Reuben, Reuben (1983)
- フラッシュポイント Flashpoint (1984)
- ビジョン・クエスト/青春の賭け Vision Quest (1985)
- キャンディ・マウンテン Candy Mountain (1987)
- マザー/殺しのリクエスト At Mother's Request (1987) ※テレビ映画
- 最後の誘惑 The Last Temptation of Christ (1988)
- オールウェイズ Always (1989)
- ホーム・アローン Home Alone (1990)
- ドク・ハリウッド Doc Hollywood (1991)
- Death Falls (1991)
- The Habitation of Dragons (1992) ※テレビ映画
- アメリカの時計 The American Clock (1993)
- クイック&デッド The Quick and the Dead (1995)
- Balloon Farm (1999)

### テレビドラマ
- 裸の町 Naked City (1958)
- Art Carney Special (1959)
- The Robert Herridge Theater (1960)
- アナザー・ワールド Another World (1964)
- Brenner (1964)
- ディフェンダーズ The Defenders (1964)
- Great Performances (1972)
- ビーコンヒル Beacon Hill (1975)
- The Adams Chronicles (1976)
- Mourning Becomes Electra (1978)
- Family Reunion (1981)
- 超音速攻撃ヘリ エアーウルフ Airwolf (1984)
- アメリカン・プレイハウス American Playhouse (1985)
- 世にも不思議なアメージング・ストーリー Amazing Stories (1985)
- トワイライトゾーン The Twilight Zone (1985, 1987)
- こちらブルームーン探偵社 Moonlighting (1986)
- フロム・ザ・ダークサイド Tales from the Darkside (1986)
- ザ・シークレット・ハンター The Equalizer (1986)
- スティングレイ Stingray (1987)
- 夜の大捜査線 In the Heat of the Night (1989)
- たどりつけばアラスカ Northern Exposure (1992)
- マーダー Murder in the Heartland (1993)
- シカゴ・ホープ Chicago Hope (1997)

## 参照
1. 1 2 3 4 5  “Roberts Blossom Biography”. 2014年7月2日閲覧。